# 中野市立延徳小学校
中野市立延徳小学校（なかのしりつえんとくしょうがっこう）は、長野県中野市にある公立小学校である。

## 概要
延徳小学校は中野市の三ツ和にある学校である。2019年度現在は153人の生徒が在籍、職員数は16人の学校。

## 学校教育目標
正しく　 なかよく　 たくましく。

## 校歌
作詞  峰田明彦、作曲 平井康三郎 。

## 校章
延徳田んぼの水稲、柳、飯盛松の三つをデザイン化〈昭和４１年制定〉 。

## 沿革
- 1947年 - 六‣三制施行により、延徳小学校となり延徳中学校を併設。
- 1954年 - 中野市制実施に伴い中野市立延徳小学校と改称 。
- 1989年 - 百年後のタイムカプセルを埋め、記念碑建立。
- 1993年 - 開校百周年記念式典。
- 2012年 - 合唱団NHK合唱コンク－ル10年連続出場の表彰を受ける。
- 2017年 - 電子黒板・プロジェクタ－・書画カメラ設置。